# Малый Кий
Малый Кий — остров архипелага Кийские острова. Административно относится к Печенгскому району Мурманской области.
Расположен в восточной части акватории Варангер-фьорда в 1,1 км от западного побережья полуострова Рыбачий.
Остров имеет округлую форму. Диаметр острова около 110 метров. На северо-запад от острова тянется скалистый риф протяжённостью 530 м. Берега скалистые за исключением юго-восточного мыса с галечниковым пляжем и затапливаемой валунной косой. Протяжённость береговой линии 0,4 км. В центральной части острова возвышенность, покрытая скудной растительностью.